# Sphaeropoeus maculatus
Sphaeropoeus maculatus är en mångfotingart som först beskrevs av Karl Wilhelm Verhoeff 1924.  Sphaeropoeus maculatus ingår i släktet Sphaeropoeus och familjen Zephroniidae. Inga underarter finns listade i Catalogue of Life.